# Ниязов, Ата
Ата Ниязов (1906 — 1943) — туркменский советский поэт, переводчик. Член Союза писателей СССР (1934). Делегат от Туркменской ССР на Первом съезде писателей СССР. Первый переводчик стихов А. С. Пушкина на туркменский язык. Погиб на фронте.

## Биография
Родился в 1906 году в селе Безмеин около Ашхабада, в бедной дейханской семье, с 1920 года воспитывался в интернате.
Окончил в Ашхабаде педтехникум и совпартшколу. Два года работал в комсомольских организациях, после чего поступил в Среднеазиатском коммунистическом университете в Ташкенте.
В 1927 году вернулся в Ашхабад, работал корреспондентом газеты «Туркменистан», в 1932 году был назначен ответственным секретарём газеты «Гызыл Гошун» («Красная Армия») — органа Туркменского кавалерийского полка, но через год полк передислоцировали из Ашахабада в город Мерв, а Ниязов был оставлен в Ашхабаде и переведён на редакторскую работу.
В 1933—1941 годах работал редактором, заведовал отделом Туркменского государственного издательства. Член ВКП(б).
В 1934 году от Туркменской ССР был делегатом на Первом съезде писателей СССР, став одним из первых членов Союза писателей СССР.
Участник Великой Отечественной войны — лейтенант, замполит стрелкового батальона 523 стрелкового полка 188-й стрелковой дивизии.
Погиб на фронте в 1943 году.

## Творчество
Публиковаться начал с 1927 года, на страницах местных газет появились его первые стихи «Яшытдашларыма» («Моим ровесникам»), «Ялкым» («Свет») и другие.
В 1928 году в двух номерах первой туркменской газеты «Туркменистан» за 16 и 23 декабря была напечатана его поэма «Мои минувшие дни». Через год написал поэму «Двое сирот».
Первый сборник его стихов увидел свет в 1934 году под названием «Икидунйа» («Два мира»). В 1936 году издана его поэма «Тарыхдан бир болек» («Страница из истории»).
Писал и в прозе — в 1933 году в Ашхабаде была издана его повесть «Ин сонкы гиже» («Последняя ночь»), через год в русском переводе повесть была издана Москве.
Также успешно выступал как драматург — его пьеса «Красный орден» ставилась на сцене Туркменского Государственного драматического театра имени Сталина, а его драме «КИМ», как сообщала газета «Туркменская искра» от 24 января 1937 года, по итогам республиканского конкурса за лучшую пьесу из жизни молодежи была присуждена вторая премия.
Известен как переводчик, в том числе как первый переводчик на туркменский язык лирики А. С. Пушкина. В его переводе отдельными изданиями в Ашхабаде вышли «Пустыня» Петра Павленко (1933), повесть «Капитанская дочка» А. С. Пушкина (1937), сборники «Избранные стихи» Янки Купалы (1941) и «Избранные стихи и поэмы» Якуба Коласа (1941). В 1941 году начал большую работу по переводу на туркменский язык произведений А. С. Пушкина, но планам помешала война.

Ата Ниязов, впервые познакомивший туркменских читателей со стихами А. С. Пушкина, пишет: «Когда я прочитал стихи А. С. Пушкина, я назвал его „пророком“ поэзии. Я глубоко уверен, что произведения А. С. Пушкина будут иметь огромное влияние на мое творчество»— История советской многонациональной литературы: В 6-ти томах, М.: Наука, 1972 год
С фронта прислал ряд стихов: «Гнев народа», «Красный джигит», «Советской Армии», «Сын моря», «250 дней» (о героической обороне Севастополя), «Несдающаяся крепость», «Бесстрашные смельчаки», поэма «Огулбостан» о туркменской женщине в далеком южном тылу трудящейся для нужд фронта, поэма из жизни партизан «Максат» («Цель», 1941).
Посмертно в 1952 году на туркменском и русском языках изданы сборники его избранных стихов:
- Стихи / Сост. Беркелиев К., Ред. Н. Джумаев. — Ашхабад: Туркменгосиздат, 1952. — 64 с.
- Пути весны: Стихи / Пер. с туркм. А. Ойслендера. — Ашхабад: Туркменгосиздат, 1952. — 40 с.

Отдельные произведения включены в коллективные сборники, изданные в разные годы, как на туркменском, так и на русском языках.